# Missione beauty
Missione beauty è un talent show settimanale in 8 puntate andato in onda su Rai2 da settembre a dicembre 2021, condotto da Melissa Satta.
Il format originale, ideato e prodotto da Chiara Salvo della Scarlett Produzioni, vede 8 make up artists e 8 hair stylists affrontarsi in coppia in una sfida che alla fine culmina nella vincita di due dei concorrenti che si aggiudicano il titolo di Brand Ambassador Clinique e Aveda per l'anno 2022.
La regia è di Stefano Mignucci e le scene di Maria Chiara Castelli. Head of Marketing Clinique Matteo Puppi.
I giudici sono Manuele Mameli Elisa Rampi, e Guido Taroni.

## Descrizione
Il programma si articola in 1 puntata in differita di Audition e 7 puntate registrate relative alla gara.
Dopo una prima selezione di 24 candidati, alla fine della prima puntata ne sono rimasti 16, per formare 8 coppie composte da un Hair Stylist ed un Make Up Artist, nel corso del quale devono fornire le loro migliori doti e capacità.
Al programma partecipano 3 giudici e la conduttrice che seguono le selezioni dei concorrenti in sede di audizioni (prima puntata) per poi essere selezionati per le puntate successive per la gara, dando un voto ad ogni candidato.